# Nevil Macready

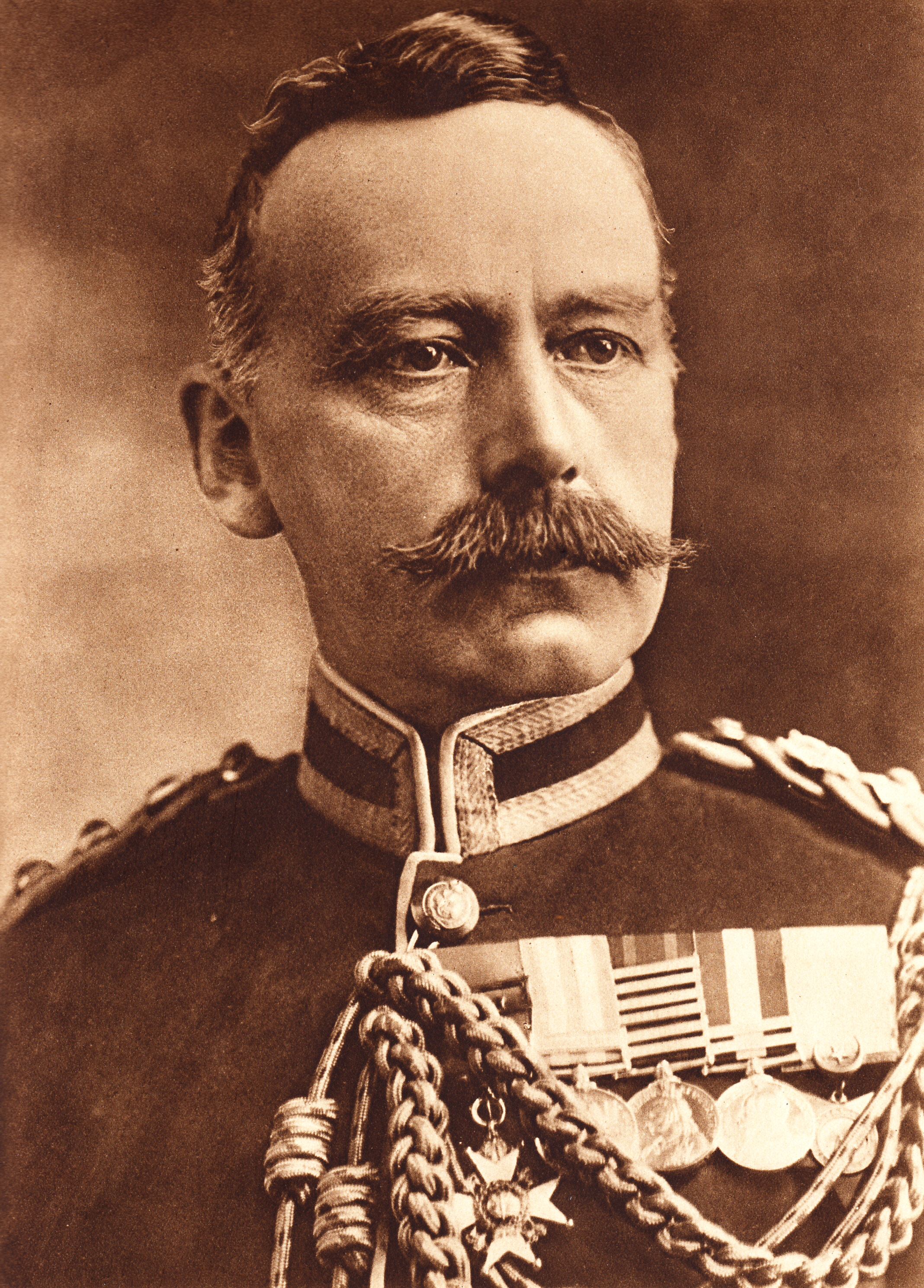
Sir Nevil Macready, 1915

Sir Cecil Frederick Nevil Macready, 1. Baronet, GCMG, KCB, PC(I) (* 7. Mai 1862 in Cheltenham, Gloucestershire; † 9. Januar 1946 in Knightsbridge, London) war ein britischer Offizier der British Army, der zuletzt als General von 1920 bis 1922 letzter Oberbefehlshaber in Irland war.

## Leben

### Familiäre Herkunft, Ausbildung und Verwendungen als Offizier
Cecil Frederick Nevil Macready, Sohn des Schauspielers William Charles Macready und dessen zweiter Ehefrau Cecile Louise Frederica Spencer, besuchte das Marlborough College sowie Cheltenham College und begann danach eine Kadettenausbildung am Royal Military College (RMC) Sandhurst. Nach deren Abschluss wurde er am 22. Oktober 1881 als Lieutenant des neu gegründeten Linieninfanterieregiments Gordon Highlanders in die British Army übernommen. Während des Anglo-Ägyptischen Krieges nahm er am 13. September 1882 an der Schlacht von Tel-el-Kebir teil. Nach verschiedenen Verwendungen im 2. Bataillon der Gordon Highlanders wurde er am 1. Januar 1894 als Captain Regimentsadjutant.
Während seines Teilnahme am Zweiten Burenkrieg (1899 bis 1902) wurde er zwei Mal im Kriegsbericht erwähnt (Mentioned in dispatches) und verblieb im Anschluss in der Kapkolonie und war dort zunächst zwischen 1902 und 1904 Assistierender Generaladjutant AAG (Assistant Adjutant-General) der britischen Truppen. Während dieser Zeit wurde er 1903 zum Colonel befördert und war im Anschluss zwischen 1904 und 1906 Assistierender Generalquartiermeister (Assistant Quartermaster-General) der britischen Armee in der Kapkolonie. Für seine Verdienste wurde er am 29. Juni 1906 als Companion der militärischen Abteilung des Order of the Bath (CB) ausgezeichnet. Nach seiner Rückkehr im Oktober 1906 fungierte er zwischen 1907 und 1909 als Assistierender Generaladjutant im Hauptquartier der British Army.
Im August 1909 wurde Macready Brigadier-General der in der Garnison Aldershot stationierten 2. Infanteriebrigade (2nd Infantry Brigade) und bekleidete diese Funktion bis Juni 1910. Im Anschluss übernahm er als Major-General den Posten als Direktor der Personalabteilung (Director of Personal Services) und hatte diesen bis August 1914 inne. Während dieser Zeit wurde er 1911 auch als Companion der zivilen Abteilung des Order of the Bath (CB) ausgezeichnet und am 14. Juni 1912 zum Knight Commander der militärischen Abteilung des Order of the Bath (KCB) geschlagen, so dass er fortan das Prädikat „Sir“ führte. Zugleich war er nach der Meuterei von Curragh am 20. März 1914 Kommandeur des Standorts Belfast.

### Erster Weltkrieg und Aufstieg zum General
Nach Beginn des Ersten Weltkrieges übernahm er zwischen August 1914 und Februar 1916 den Posten als Generaladjutant der British Expeditionary Force in Frankreich. Am 3. Juni 1915 wurde er als Knight Commander des Order of St Michael and St George (KCMG) ausgezeichnet. Nach seiner Rückkehr wurde Macready im Februar 1916 Nachfolger von General Henry Sclater als Generaladjutant des Heeres (Adjutant-General to the Forces) und war als solcher bis zu seiner Ablösung durch Lieutenant-General George Macdonogh im September 1918 im Kriegsministerium (War Office) zuständig für die Entwicklung der Personalpolitik und der Unterstützung der Armee. Für seine Verdienste in dieser Verwendung wurde er am 24. Februar 1916 als Großoffizier des Kronenordens von Belgien ausgezeichnet. Am 3. Juni 1916 wurde er zum Lieutenant-General befördert und am 4. Mai 1917 als Mitglied in den Königlichen Heeresrat (His Majesty’s Army Council) berufen. Am 1. Januar 1918 wurde er ferner zum Knight Grand Cross des Order of St Michael and St George (GCMG) erhoben. Am 3. September 1918 wurde er zum General befördert.
Kurz vor Kriegsende wurde Macready am 4. September 1918 als Nachfolger von Edward Henry Polizeipräsident von Greater London (Commissioner of Police of the Metropolis) und verblieb in dieser Funktion bis April 1920, woraufhin Brigadier-General William Horwood seine Nachfolge übernahm. Am 1. April 1919 wurde er des Weiteren als Großoffizier des Ordens der Krone von Italien ausgezeichnet.
Zuletzt wurde General Macready im April 1920 Nachfolger von Lieutenant-General Frederick Shaw Oberbefehlshaber in Irland (Commander-in-Chief, Ireland). Er diente in dieser Verwendung bis Juni 1922, wobei kein Nachfolger bestimmt wurde, da es schließlich am 6. Dezember 1922 zur Gründung des Irischen Freistaates kam. Zugleich wurde er 1920 Mitglied des Geheimen Kronrates für Irland (Privy Council of Ireland). Am 1. März 1923 wurde er ihm in der Baronetage of the United Kingdom der erbliche Adelstitel eines Baronet, of Cheltenham in the County of Gloucestershire, verliehen.

## Ehe und Nachkommen
Aus seiner am 7. Mai 1886 geschlossenen Ehe mit Sophia Geraldine Atkin († 1931) gingen die beiden Töchter Louise Geraldine Macready und Joan Isabel Macready sowie der Sohn Gordon Nevil Macready hervor, der als Lieutenant-General während des Zweiten Weltkrieges zwischen 1940 und 1942 erst Assistierender Chef des Imperialen Generalstabes (Assistant Chief of the Imperial General Staff) sowie im Anschluss von 1942 und 1946 Leiter der Britischen Heeresmission in den USA (Head of the British Army Mission Washington) war und nach dem Tod seines Vaters am 9. Januar 1946 den Titel als 2. Baronet, of Cheltenham, erbte.